# Die Senatorin für Justiz und Verfassung
Die Senatorin für Justiz und Verfassung der Freien Hansestadt Bremen ist als Justizsenatorin für den Bereich Justiz als Oberste Landesbehörde zuständig und stellt damit das Justizministerium des Landes Bremen dar. Senatorin für Justiz im Senat der Freien Hansestadt Bremen ist seit 2019 Claudia Schilling (SPD). Staatsrat ist Björn Tschöpe (SPD).

## Geschichte
Nach dem Zweiten Weltkrieg war Theodor Spitta (BDV) erster Justizsenator im Senat Vagts. Er war bereits von 1919 bis 1933 für das Justiz- und Bildungswesen zuständig. Von 1995 bis 2007 war das Justizressort zudem beim Bremer Bürgermeister angesiedelt.
Folgende Senatoren waren seit 1945 jeweils für Justiz zuständig:
| Name                                                             | Amtsantritt                                              | Senat                                       | Partei             |
| Senator für Justiz                                               | Senator für Justiz                                       | Senator für Justiz                          | Senator für Justiz |
| ---------------------------------------------------------------- | -------------------------------------------------------- | ------------------------------------------- | ------------------ |
| Theodor Spitta                                                   | 6. Juni 1945 1. August 1945                              | Vagts Kaisen I                              | BDV                |
| Senator für Justiz, Verfassung und kirchliche Angelegenheiten    |                                                          |                                             |                    |
| Theodor Spitta                                                   | 28. November 1946 22. Januar 1948 29. November 1951      | Kaisen II Kaisen III Kaisen IV              | BDV                |
| Senator für Justiz und Verfassung                                |                                                          |                                             |                    |
| Erich Zander                                                     | 28. Dezember 1955                                        | Kaisen V                                    | CDU                |
| Ulrich Graf                                                      | 21. Dezember 1959                                        | Kaisen VI                                   | FDP                |
| Senator für Justiz, Verfassung und kirchliche Angelegenheiten    |                                                          |                                             |                    |
| Ulrich Graf                                                      | 26. November 1963 20. Juli 1965                          | Kaisen VII Dehnkamp                         | FDP                |
| Senator für Justiz und Verfassung                                |                                                          |                                             |                    |
| Ulrich Graf                                                      | 28. November 1967                                        | Koschnick I                                 | FDP                |
| Hans Stefan Seifriz                                              | 1. Juni 1971                                             | Koschnick I                                 | SPD                |
| Senator für Rechtspflege und Strafvollzug                        |                                                          |                                             |                    |
| Wolfgang Kahrs                                                   | 15. Dezember 1971 3. November 1975 7. November 1979      | Koschnick II Koschnick III Koschnick IV     | SPD                |
| Senator für Rechtspflege, Strafvollzug und Bundesangelegenheiten |                                                          |                                             |                    |
| Wolfgang Kahrs                                                   | 10. November 1983 18. September 1985                     | Koschnick V Wedemeier I                     | SPD                |
| Senator für Justiz, Verfassung und Sport                         |                                                          |                                             |                    |
| Volker Kröning                                                   | 15. Oktober 1987                                         | Wedemeier II                                | SPD                |
| Senator für Justiz und Verfassung                                |                                                          |                                             |                    |
| Henning Scherf                                                   | 11. Dezember 1991 4. Juli 1995 7. Juli 1999 4. Juli 2003 | Wedemeier III Scherf I Scherf II Scherf III | SPD                |
| Jens Böhrnsen                                                    | 8. November 2005                                         | Böhrnsen I                                  | SPD                |
| Ralf Nagel                                                       | 29. Juni 2007                                            | Böhrnsen II                                 | SPD                |
| Renate Jürgens-Pieper (kommissarisch)                            | 12. Februar 2010                                         | Böhrnsen II                                 | SPD                |
| Martin Günthner                                                  | 24. Februar 2010 30. Juni 2011 15. Juli 2015             | Böhrnsen II Böhrnsen III Sieling            | SPD                |
| Claudia Schilling                                                | 15. August 2019 5. Juli 2023                             | Bovenschulte I Bovenschulte II              | SPD                |

## Organisation und Aufgaben

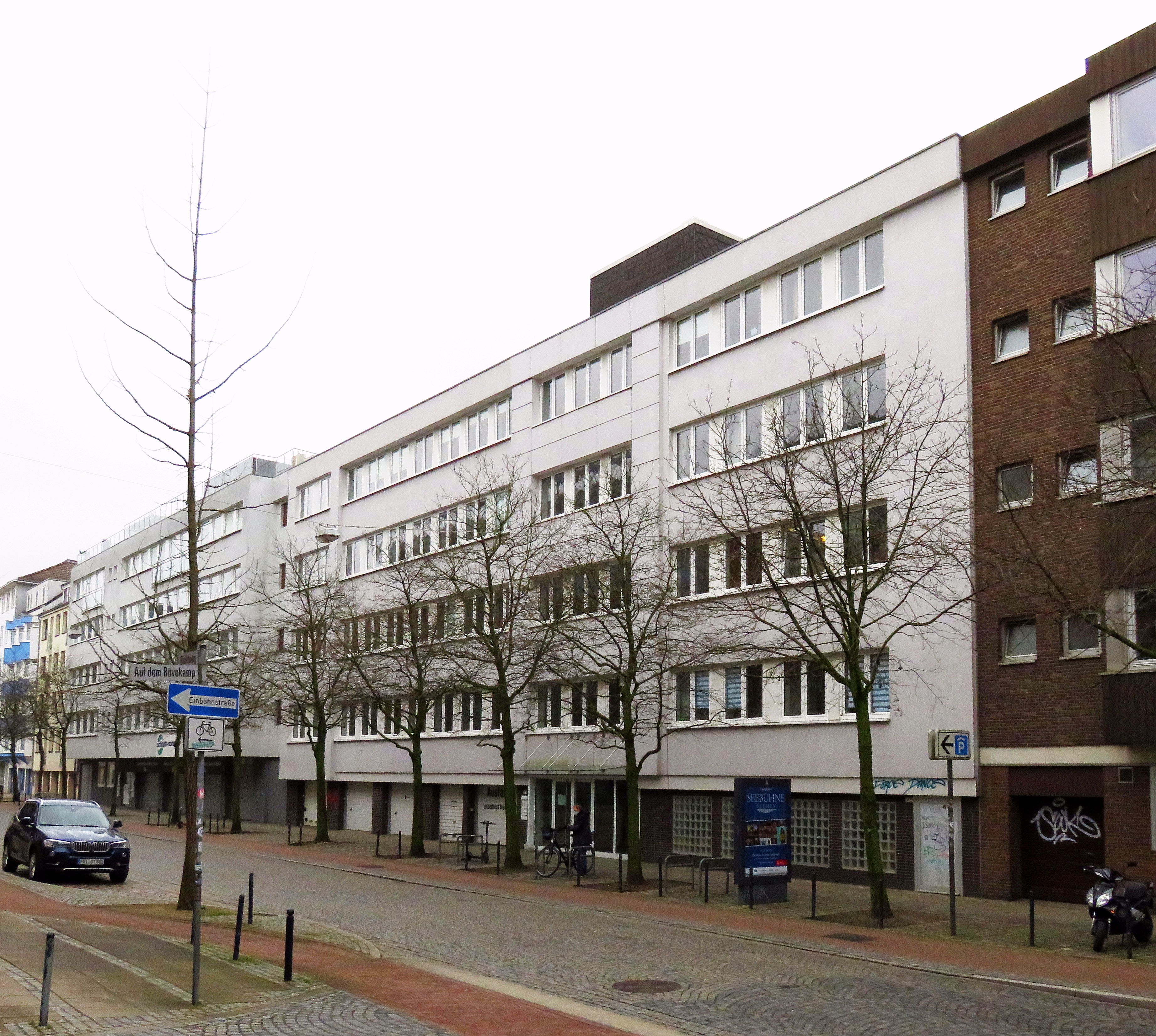
Dienstsitz der Senatorin für Justiz und Verfassung

Die Dienststelle ist neben dem Leitungsbereich in folgende Abteilungen gegliedert:
- Abteilung 1: Zentralabteilung
- Abteilung 2: Verfassung, Öffentliches Recht, Zivilrecht
- Abteilung 3: Straf- und Strafverfahrensrecht, Dienstaufsicht, Freie Berufe, Juristenausbildung
- Abteilung 4: Justizvollzug, Soziale Dienste der Justiz, Alternativen zum Freiheitsentzug